# Jacek Kastelaniec
Jacek Kastelaniec (ur. 5 października 1982 w Warszawie) – polski działacz społeczny, współtwórca i dyrektor generalny Fundacji Auschwitz-Birkenau (2009-2015), założyciel i dyrektor generalny Fundacji Auschwitz Pledge.

## Życiorys
Ukończył dziennikarstwo na Uniwersytecie Warszawskim (w 2006 roku) oraz na Uniwersytecie w Montpellier we Francji (w 2007 roku). W latach 2004–2013 przewodniczący Stowarzyszenia Absolwentów Liceum im. Tadeusza Reytana w Warszawie (ukończył je w 2001 roku). Od roku 2004 działał na rzecz przemian demokratycznych na Ukrainie, współinicjator wielu form poparcia dla pomarańczowej rewolucji. Następnie inicjator i koordynator wielu działań na rzecz demokratyzacji Białorusi, m.in. pierwszych koncertów „Solidarni z Białorusią” w Warszawie w latach 2006 i 2007 (zob. Dzień Solidarności z Białorusią). Współtwórca, pierwszy prezes (w latach 2006–2010), a następnie przewodniczący Komisji Rewizyjnej Inicjatywy Wolna Białoruś. Na początku 2014 roku członek założyciel Komitetu Obywatelskiego Solidarności z Ukrainą.
W latach 2007–2008 fundraiser Państwowego Muzeum Auschwitz-Birkenau. W latach 2009–2015 dyrektor generalny Fundacji Auschwitz-Birkenau, inicjator utworzenia Friends of Auschwitz-Birkenau w Stanach Zjednoczonych. W 2020 roku został członkiem rady Fundacji Auschwitz-Birkenau. W tym samym roku współzałożył Fundację Auschwitz Pledge, która, w duchu przesłania ostatnich Ocalałych z Zagłady, zajmuje się przeciwdziałaniem obojętności na wszelkie przejawy dyskryminacji. 

## Nagrody i odznaczenia
- Srebrny  Krzyż Zasługi (2014)[4].